# إي. أ. دونلاب
إي. أ. دونلاب (بالإنجليزية: E. A. Dunlap)‏ هو مدير فني أمريكي، ولد في 25 سبتمبر 1879 في برونزويك في الولايات المتحدة، وتوفي في 10 يونيو 1964 في هافر هيل في الولايات المتحدة.